# Gouvernance de Lille
Cet article court présente un sujet plus développé dans : Généralité de Lille et Bailliage et sénéchaussée.
La gouvernance de Lille était, sous l’Ancien Régime, une subdivision de la généralité de Lille.
La gouvernance est le terme utilisé localement pour ce qui était appelé ailleurs bailliage ou sénéchaussée.